# Királynőpálma
A királynőpálma (Syagrus romanzoffiana, Syagrus romanzoffianum, korábban Arecastrum romanzoffianum, illetve Cocos plumosa) a pálmafélék (Arecaceae) családjában a Cocoeae nemzetségcsoport Syagrus nemzetségének legismertebb és elterjedtebb faja.

## Származása, elterjedése
Eredeti élőhelye Dél-Amerika, főképp az Amazonas medencéje. A kontinens gyarmatosítása után a trópusi, illetve szubtrópusi éghajlaton sokfelé dísznövénynek ültették, így például betelepítették Madeirára és a Hawaii-szigetekre is.

## Megjelenése, felépítése
Magányos törzsű fa. Mintegy 8–15 m magasra nő meg. Fényes zöld, szárnyasan összetett levelei 3–5 m hosszúak lehetnek; a szabálytalan alakú levélüstök átmérője 5–8 m. Narancssárga virágai nem az üstök közepén, torzsában nyílnak, hanem nagy fürtökben az üstök alatt. Termése (alakja és íze is) a kókuszdióéhoz hasonlít, csak jóval kisebb (1–2,5 cm).
Gyökerei a többi pálmaféléhez hasonlóan, sekélyen, a talajszint közelében futnak szét.

## Életmódja
Örökzöld, egylaki. Gyorsan nő. Leginkább az enyhén savanyú (pH = 6,1–6,8) talajt kedveli. A tűző napot is jól viseli. Tavasz végén – nyár elején virágzik. Érett gyümölcsei a téli hónapokban hullanak le.
Elterjedését jelentősen segítette alkalmazkodó képessége: annak ellenére, hogy trópusi növény, rövidebb ideig még a -6 – -8 °C-os fagyot is elviseli. Nedvességkedvelő; a szárazságot mérsékelten tűri.

## Felhasználása
Dísznövénynek ültetik. A Washington-pálma és a kanári datolyapálma (Phoenix canariensis) mellett a három legkeresettebb,  legelterjedtebb díszpálma közé tartozik. Különösen kedvező termőhelyein kivadulva visszaszorítandó özönnövénnyé válhat.

## Képgaléria

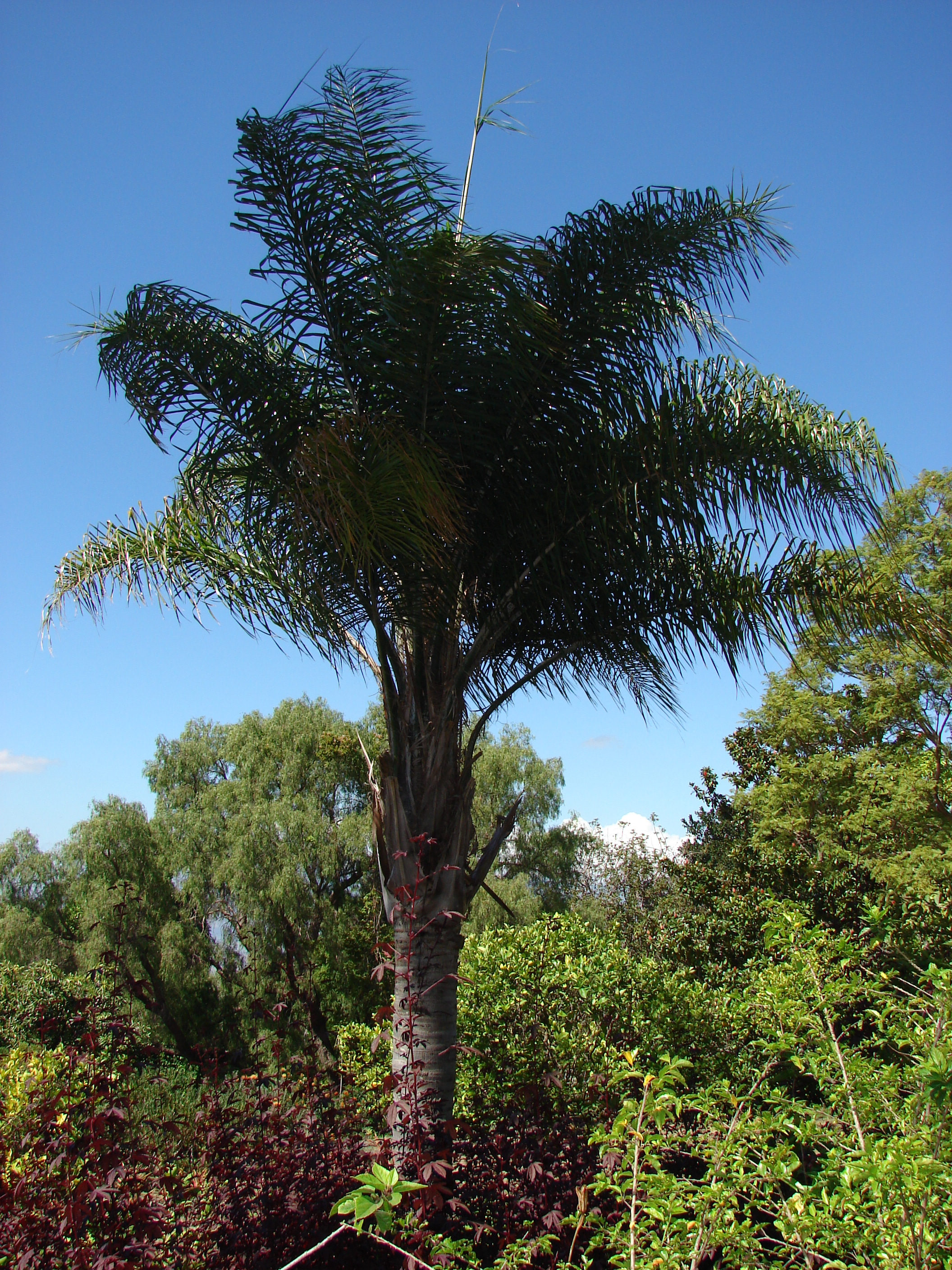
Kifejlett példány Maui szigeten, a Kula kertészetben
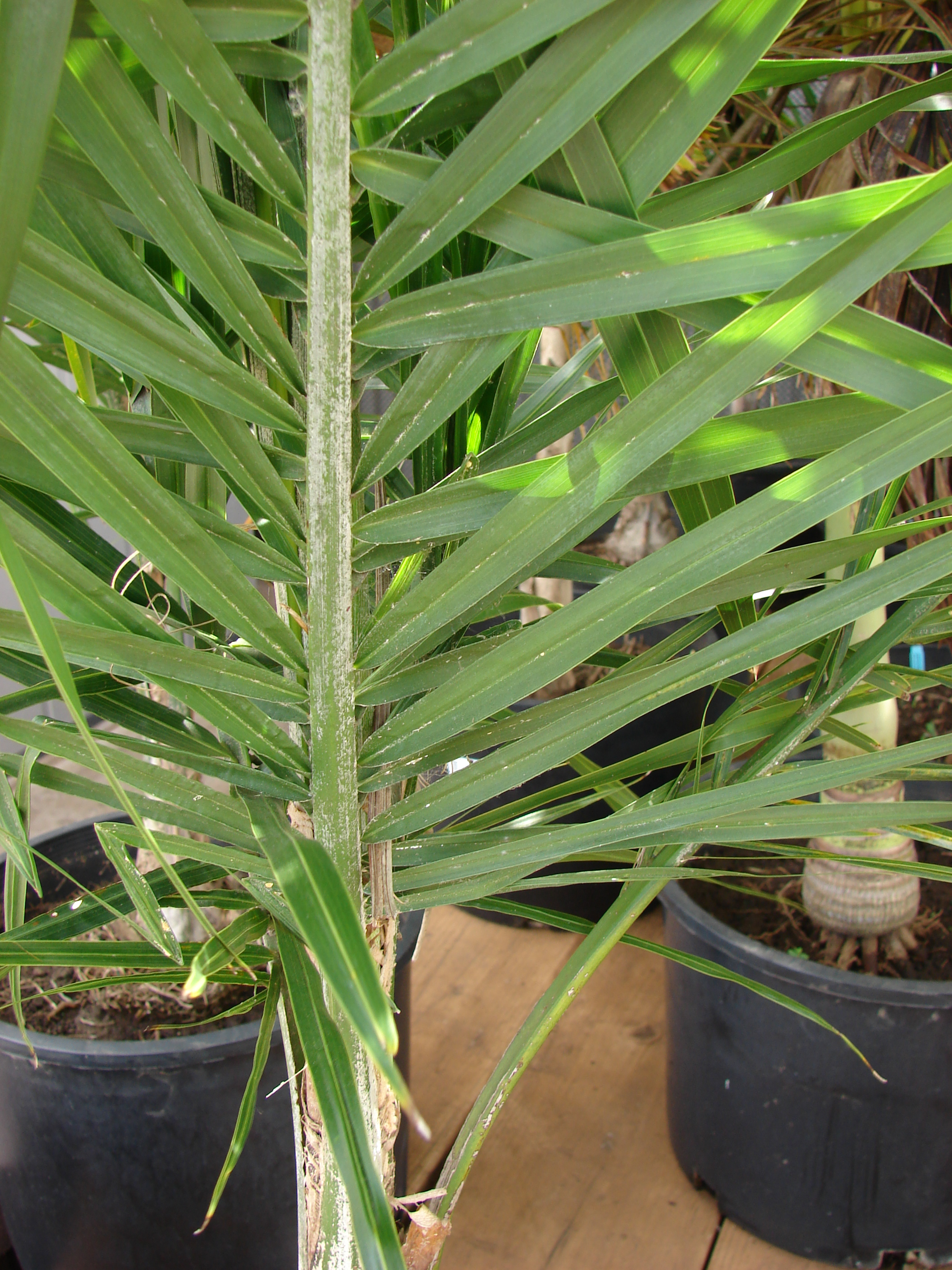
Szárnyasan összetett levele
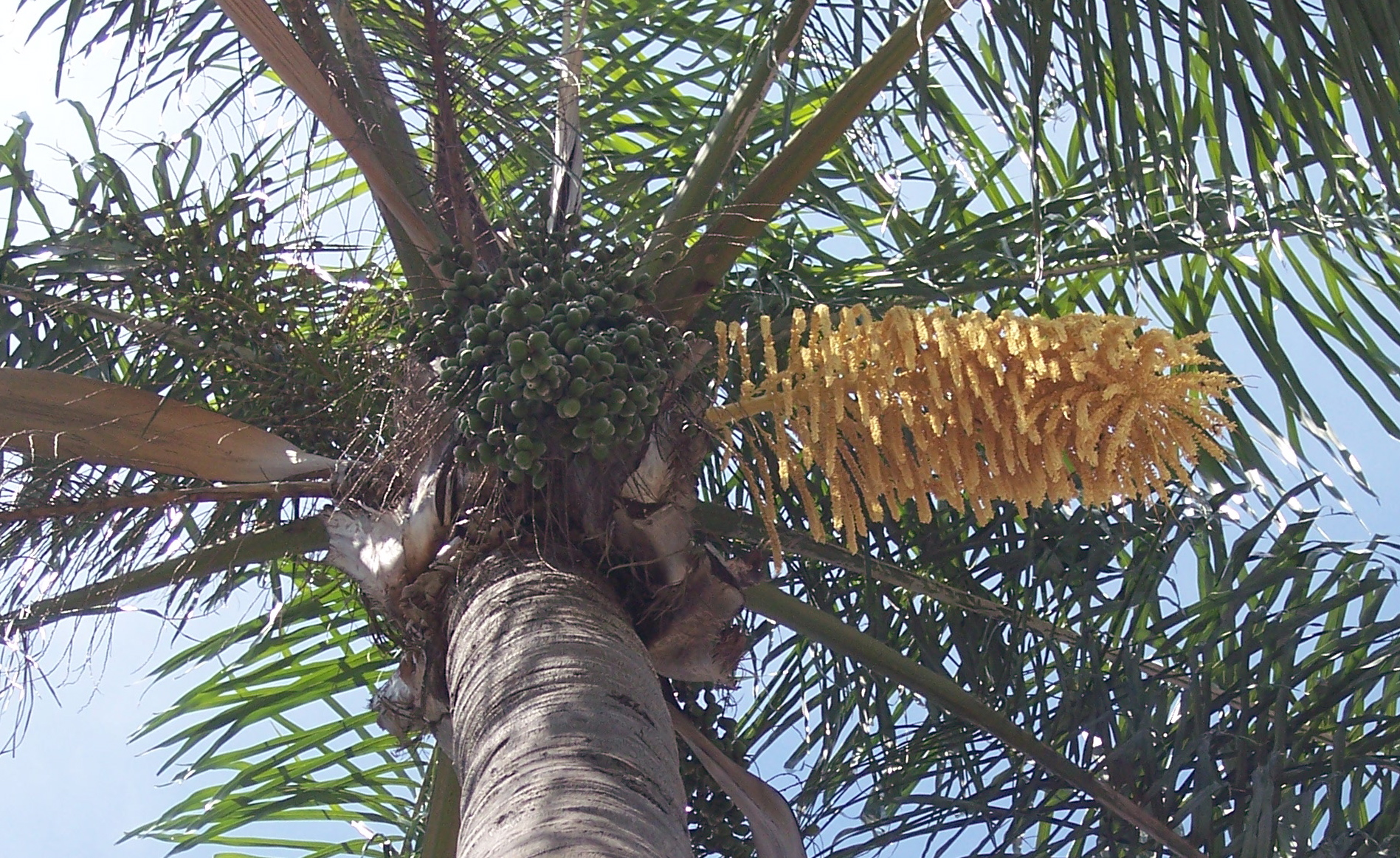
Virágzata és éretlen termései (Florida, Tampa)
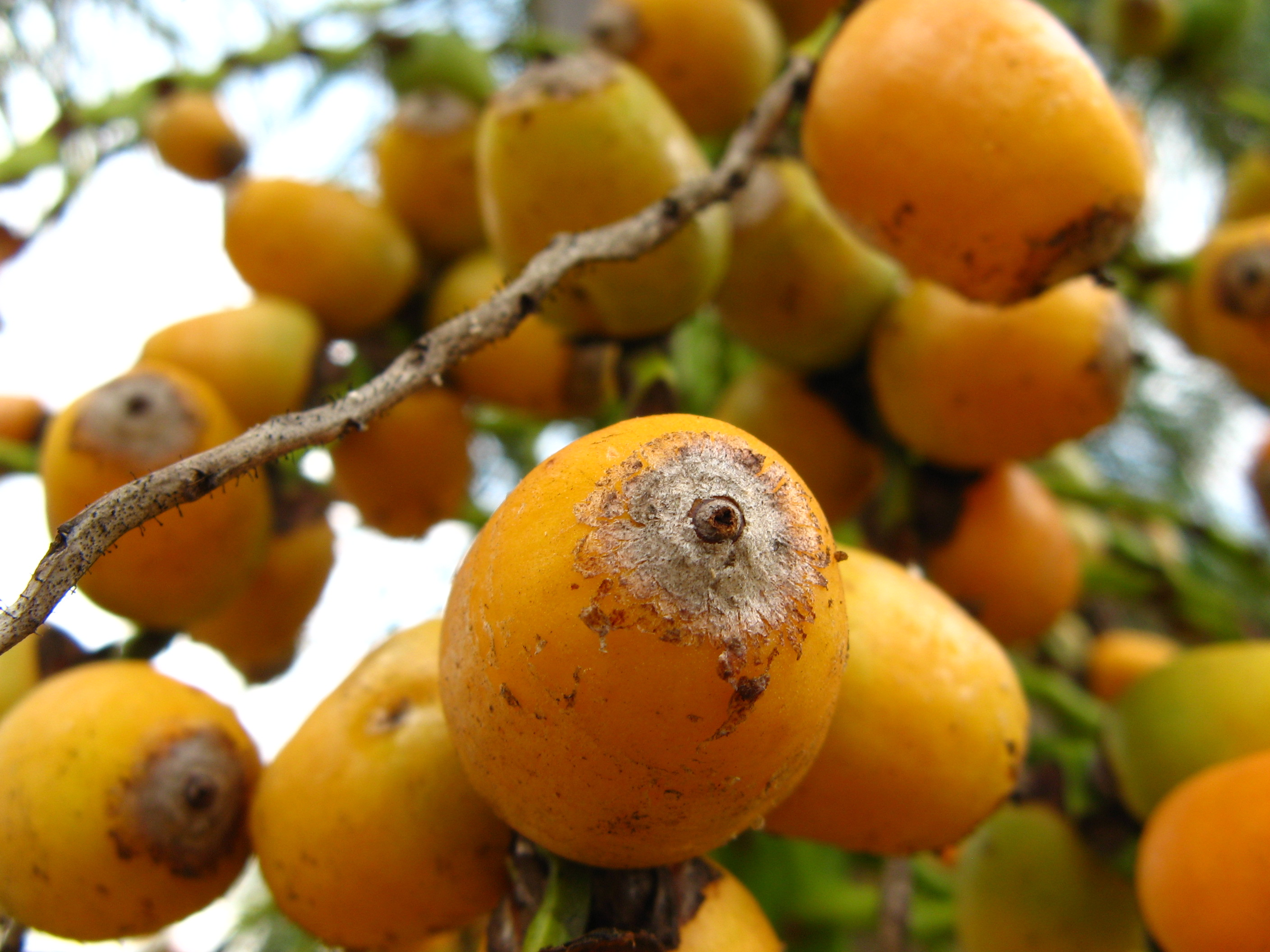
Gyümölcse (Brazília, São Paulo)
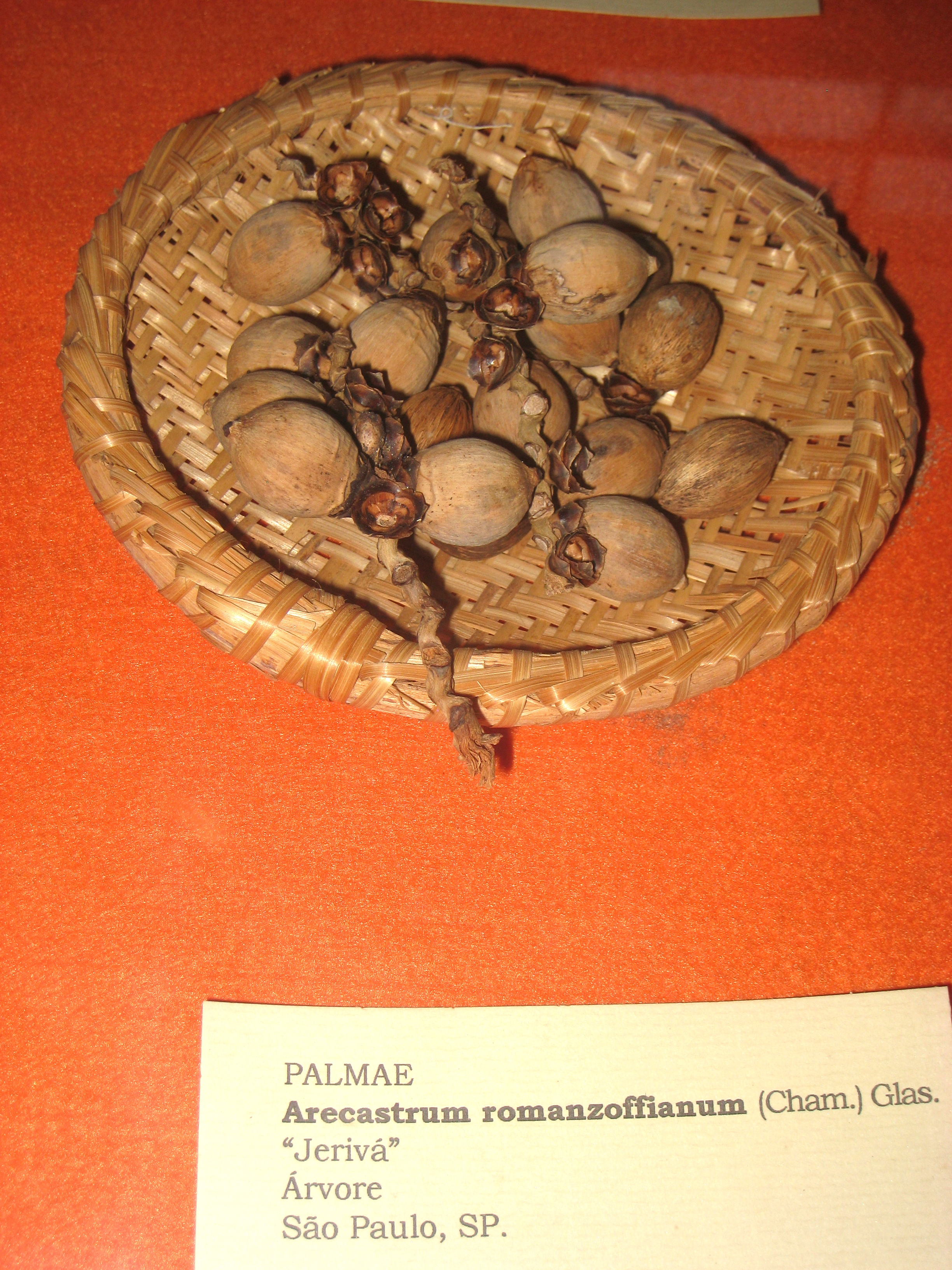
Érett, megtisztított termései (Brazília,  São Paulo botanikus kertjében)